# Edzőcipő
Az edzőcipő (vagy sportcipő) azoknak a cipőknek az általános elnevezése, melyeket kifejezetten sportolás vagy egyéb testmozgás céljára terveztek.

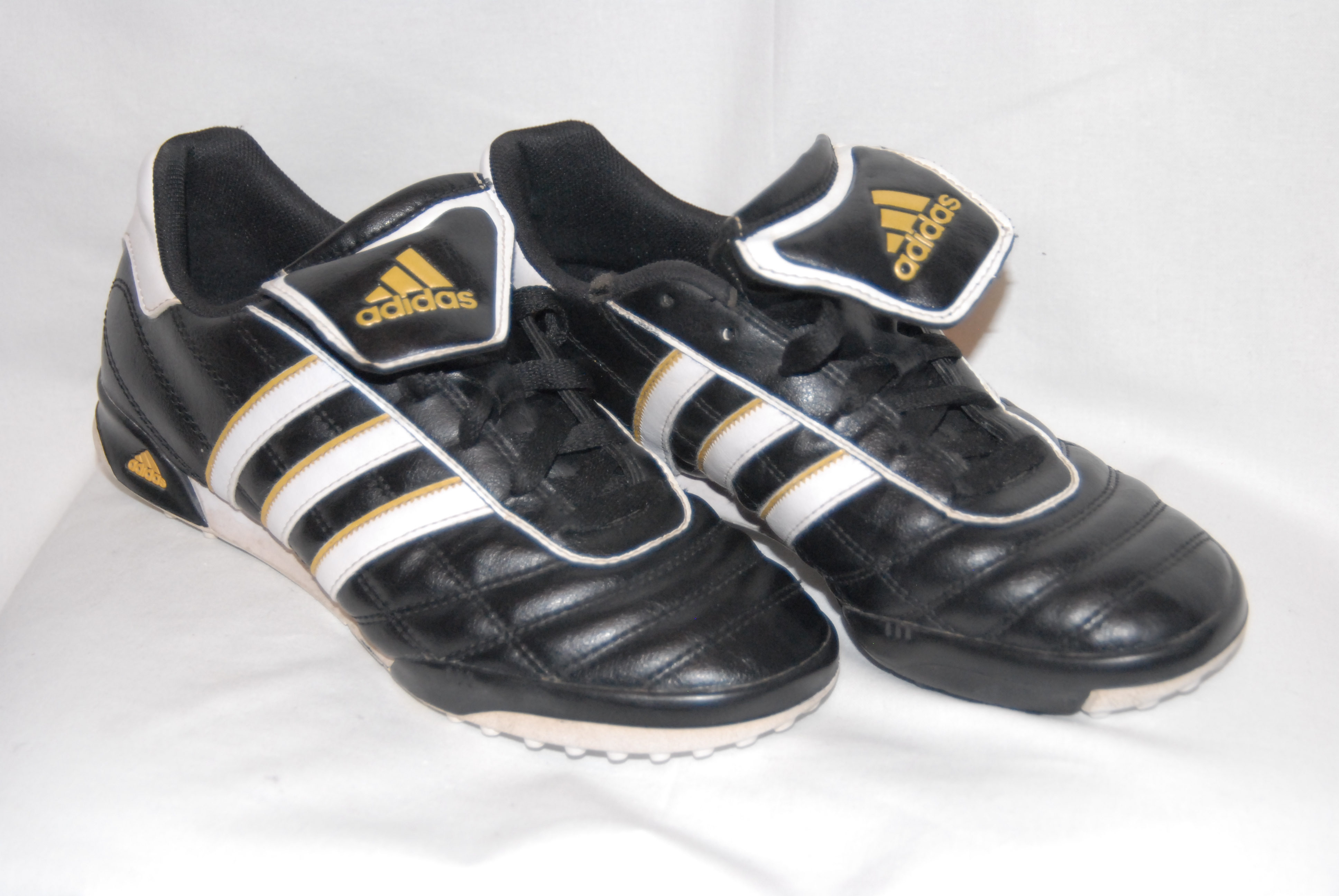

## Története
A modern edzőcipők elődjét 1870-ben kezdték el plimsoll néven emlegetni. Nicholette Jones The Plimsoll Sensation című könyve szerint ez annak volt köszönhető, hogy a rajtuk látható színes horizontális sáv emlékeztetett a hajókon látható Plimsoll jelre, amely a hajó maximális merülését jelezte. Ez a sáv a cipőkön igen hasonló funkcióval bírt: ha a víz az adott vonal fölé emelkedett, a viselő lába vizes lett.
A plimsollt ebben az időben jellemzően kirándulók hordták, később pedig sportolók is elkezdték viselni a kényelem miatt - először a teniszezők és krikettezők kezdték használni. Megjelentek a speciális mintájú talppal rendelkező plimsollok, amelyek nagyobb felületi tapadást biztosítottak, és amelyeket előnyös tulajdonsága miatt nagy számban rendelt meg a brit hadsereg. A XX. század fordulóján az edzőcipőket már nagy számban alkalmazták szabadidős, a szabadban végzett tevékenységekhez. Még Robert Falcon Scott végzetes antarktiszi 1911-es Terra Nova-expedíciójánál is használtak plimsoll cipőket. Később ezt a típust az Egyesült Királyság iskoláinak testnevelésóráin kötelező viseletté tették.
A brit J. W. Foster and Sons vállalat volt az első, amely kifejezetten futók számára tervezett cipőt dobott piacra. Ezeknek a futócipőknek a talpát olyan különleges mintázattal látták el, amely nagyobb tapadást és sebességet tett lehetővé. A vállalat jó minőségű, kézzel készített cipőit világszerte értékesítette sportolók számára, és végül az 1924-es nyári olimpiai játékokra készülő brit csapattól egy nagyobb megrendelést kaptak. Harold Abrahams és Eric Lidell, a 100 méteres és 400 méteres versenyszámok nyertesei a Foster-féle cipőket viselték versenyeiken.
A századfordulón az Egyesült Államokban is divatossá vált ez a cipőtípus, itt sneakernek hívták. 1892-ben a U.S. Rubber Company mutatta be az országban az első gumitalpú cipőket, ami a kereslet és az előállított termékek számának növekedését idézte elő. Az első kosárlabdázásra tervezett cipőket a Spalding vállalat állította elő 1907-ben. Az első világháborút követően a sneakerek iránti kereslet megnövekedett, mivel a sport az erkölcs és a hazafiság erősítésének egyik szimbólumává vált. Az amerikai piac folyamatosan növekedett, amiben az is segített, hogy Jim Thorpe labdarúgó és Chuck Taylor kosárlabdajátékosok is népszerűsítették az edzőcipőket.
A két világháború között megjelentek a speciálisan egyes sportok igényeire tervezett edzőcipők, illetve különféle típusokat terveztek férfiak és nők számára. Az olimpiai játékokon a versenyzők sportcipőket viseltek, ami a lakosság körében is népszerűbbé tette a viseletet. 1936-ban a francia Spring Court márka piacra dobta az első vászon teniszcipőt, amelynek vulkanizált gumiból készült talpán nyolc szellőzőnyílást helyeztek el.
Adolf Dassler a bajorországi Herzogenaurachban, anyja mosókonyhájában állította elő első sportcipőit, miután hazatért az első világháborúból. Később erre alapozta a világ egyik vezető sportcipőgyártóját, az Adidast. Dassler sikerét az is elősegítette, hogy az 1936-os olimpiai játékokon részt vevő sportolók körében népszerűvé váltak lábbelijei. A második világháború kitörése előtt Drassler vállalkozása már évi 200 ezer pár cipőt értékesített.
Az 1950-es években a szabadidős tevékenységek lehetőségei kiszélesedtek, az iskolai öltözködési szabályok pedig enyhültek, ennek következtében egyre több felnőtt és gyerek kezdett el sneakereket viselni. Az eladások annyira megugrottak, hogy az már komoly hatással volt a hagyományos bőrcipők piacára is, ami heves reklámháborúhoz vezetett az 1950-es évek végén.
Az 1970-es években a kocogás népszerű edzésformává vált, és az olyan edzőcipők, amelyeket kifejezetten a kényelmes kocogás elősegítésére terveztek, jól teljesítettek a piacon. A vállalatok termékeiket egy életstílus szimbólumaként kezdték el értékesíteni. Hamarosan már speciális sportcipőket árultak labdarúgóknak, kocogóknak, kosárlabdázóknak, futóknak stb. Minden sportágnak megvolt a maga cipőtípusa, amit az edzőcipők technológiájának podiátriai fejlődése tett lehetővé.
Magyarországon szintén az 1970-es években tett szert nagyobb népszerűségre a sportcipő, ekkoriban kezdődött meg a Tisza márkájú cipők gyártása. Egyes modelljeit ebben az időben a németországi Adidas is a Tisza Cipőgyárral állíttatta elő.
Az 1990-es években a cipőgyártók jobban kezdtek koncentrálni a divatra és a marketingre. A sportolást jobban népszerűsítették, a marketingköltések pedig az egekbe szöktek. A snekaerek viselés divatirányzattá vált, a személyiség és életstílus kifejezőjévé egyszerű sportszer helyett.
Az Egyesült Államokban az elérhető sportcipő modellek száma exponenciálisan növekedett. Míg 1970-ben még csak 5 modell volt elérhető, 1998-ban már 285, 2012-ben pedig már 3371 típus közül lehetett választani.

## Alkalmazása a sportban
Az edzőcipők, sportcipők jellemzője a rugalmas talp, az alkalmazáshoz megfelelő talpmintázat és a rázkódás elnyelésének képessége. Ezeket a cipőket jellemzően rugalmas anyagokból készítik, a talp rendszerint tömör gumiból készül.
A futócipőket számos különféle formában gyártják a különböző futóstílusoknak és a futók képességeinek megfelelően. Ezeket általában komplex gumiból készült szerkezettel és műanyag/fém merevítőkkel látják el, amelyek korlátozzák a lábfej mozgását a cipőn belül. A profi futók általában rugalmasabb, laposabb talpú cipőket viselnek, amelyek nagyobb sebességet és kényelmet tesznek lehetővé.

## Fordítás
- Ez a szócikk részben vagy egészben  az   Athletic shoe című angol Wikipédia-szócikk ezen változatának fordításán alapul.  Az eredeti cikk szerkesztőit annak laptörténete sorolja fel. Ez a jelzés csupán a megfogalmazás eredetét és a szerzői jogokat jelzi, nem szolgál a cikkben szereplő információk forrásmegjelöléseként.